# Jong Tae-se
Jong Tae-se (Chong Tese au Japon, Jeong Dae-Se en Corée du Sud, en Coréen : 정대세) est un footballeur nord-coréen né le 2 mars 1984 à Nagoya au Japon.

## Biographie
Fils de parents Zainichis, des Coréens habitant au Japon, il a les nationalités japonaise, sud et nord-coréenne car sa mère est originaire de Corée du Sud et son père de Corée du Nord. Enfant, il fréquente les écoles du Chongryon, l'association des Coréens du Japon, association avec de forts liens avec la république de Corée du Nord. Il entre ensuite à l'université tout en jouant comme attaquant dans l'équipe japonaise Kawasaki Frontale. Il marque deux buts, en avril 2007, dans les dix dernières minutes du second match contre les Dragons de Chunnam, qui entraîne quasiment l'élimination de cette équipe de la Ligue des champions asiatique. 
Alors qu'il est sollicité pour jouer les équipes nationales du Japon et de Corée du Sud, deux pays dont il a la nationalité, il décide de jouer pour la Corée du Nord, dont il obtient la nationalité en 2007, ce qui lui vaudra le surnom de « Rooney du peuple ». Bien que surnommé comme tel par la presse anglaise, il assimile son style de jeu à celui de Didier Drogba. Jong Tae-se est retenu dans la sélection nord-coréenne pour participer à la compétition préliminaire du Championnat d’Asie de l’Est 2008, puis se voit retenu dans l'équipe nord-coréenne pour la Coupe du monde 2010. Le 19 juin 2007, il inscrit quatre buts lors d'un match contre la Mongolie. Avant la Coupe du monde, en trois ans et 22 sélections, de 2008 à 2010, il a inscrit 15 buts.
Jong s'était rendu célèbre pour ses sanglots incontrôlables lorsque l'hymne national nord-coréen a été joué avant le coup d'envoi du premier match de la phase de groupes de la Corée du Nord à la Coupe du Monde 2010 en Afrique du Sud, contre le Brésil. Lors de ce match, il a délivré une passe décisive sur le but de Ji Yun-nam (défaite nord-coréenne 2-1),.
Il signe en Championnat d'Allemagne de football D2, au VfL Bochum, le 2 juillet 2010. Lors des 4 matchs amicaux d'été 2010 il marquera 4 buts, et continua sur sa lancée en inscrivant un doublé lors de la première journée contre Munich 1860.
Jong parle couramment le coréen et le japonais. Il sait aussi parler portugais qu'il a appris de ses coéquipiers brésiliens à la Kawasaki Frontale au Japon. Il parle aussi l'allemand depuis qu'il a joué en Allemagne. Il parle également un anglais raisonnable.
Jong a publiquement plaidé pour la séparation entre l'esprit sportif et la politique après les différends avant et pendant le match entre la Corée du Nord et le Japon le 15 novembre 2011.
En janvier 2012, il est signé par le FC Cologne pour un contrat de 2 ans. Il devient ainsi le premier joueur nord-coréen dans la Bundesliga, la plus haute ligue de football allemande. L'équipe vit pourtant une saison difficile et descend au Championnat d'Allemagne de football D2. En un an, Jong Tae-Se ne participe qu'à onze matchs qu'il ne joue presque jamais au complet et ne marque ainsi aucun but.
Lors de la pause hivernale en janvier 2013, Jong Tae-Se est échangé aux Suwon Samsung Bluewings. Les experts parlent d'une somme d'environ 200 000 euros que le FC Cologne aurait reçue, mais aucun chiffre officiel n'est publié. Lors de ses sept premiers matchs officiels dans la K League Classic, la plus haute ligue de football sud-coréenne, Jong Tae-Se a beaucoup de succès et se démarque avec cinq buts dont un coup du chapeau. Il se blesse durant l'été, mais marque trois buts en trois matchs lors de son retour au jeu en automne.